# Факултет друштвених наука Универзитета Привредна академија
Факултет друштвених наука (скраћено ФДН) је факултет за друштвене науке са седиштем у Београду. Послује у склопу Универзитета Привредна академија, а такође има високошколске јединице и у Ваљеву, Краљеву, Нишу и Крагујевцу.

## Историја
Факултет је основан 2020. године у Београду. Организација и рад Факултета уређује се Законом о високом образовању, Статутом и општим актима. Министарство просвете, науке и технолошког развоја Републике Србије је издало Дозволу за рад и Акредитацију науке Факултета друштвених наука и тиме сврстало Факултет у акредитована наставна тела. Национално тело за акредитацију и проверу квалитета у високом образовању Републике Србије је издало Уверење о акредитацији високошколске установе и студијских програма основних академских студија Економије и Дигиталних медија и комуникација, као и мастер академских студија Економије и Дигиталних медија и комуникација.

## Основне академске студије
Студијски програми Факултета представљају интегралну целину одређених друштвених, економских, правних и комуниколошких научних дисциплина. Дужина трајања студија је четири године односно осам семестара. Број ЕСПБ бодова који се стиче по завршетку студија је 240.

### Економија
Похађањем студијског програма Економија студенти савладавају различите дисциплине из области економије, маркетинга, финансија, дигиталне економије, људских ресурса и организације, односно стичу знања и компетенције у складу са савременим методама и стандардима у условима глобализације и дигитализације привреде, тржишта и капитала.
По завршетку овог студијског програма стиче се академски назив Дипломирани економиста.
У оквиру студијског програма Економија, постоје два модула:
1. Пословна економија
2. Интернет и дигитални маркетинг.[4]

### Дигитални медији и комуникација
Програм пружа студентима могућност стицања знања и основа комуникологије, маркетинга, менаџмента, са теоријама медија, медијском аналитиком, реториком, финансирањем у медијима, електронским медијима, као и изградњом одговорности у савременом дигиталном добу.
По завршетку овог студијског програма стиче се академски назив Дипломирани комуниколог.

## Мастер академске студије
Дужина трајања мастер студија је годину дана (два семестара). Број ЕСПБ бодова који се стиче по завршетку студија је 60.
На факултету постоје мастер студије Економије у оквиру два модула:
1. Међународно пословање и
2. Маркетинг и медији.

По завршетку овог студијског програма стиче се академски назив Мастер економиста.
Поред мастер студија Економије, постоје и мастер студије Дигиталних медија и комуникација, по чијем завршетку студент добија академски назив Мастер комуниколог.

## Руководство
Декан проф.др Мирко Милетић.
Продекан за наставу проф. др Горан Лалић.
Продекан за науку проф. др Драгана Трифуновић.

## Галерија
- Унутрашњост Факултета друштвених наука у Београду - Цитат Николе Тесле
- Унутрашњост Факултета друштвених наука у Београду
- Унутрашњост Факултета друштвених наука у Београду
- Унутрашњост Факултета друштвених наука у Београду - Цитат Михајла Пупина
- Зграда Факултета друштвених наука у Београду